# Merle Dixon
```

```

Merle Dixon est un personnage principal de la série télévisée The Walking Dead. Il est interprété par Michael Rooker et doublé en version française par Patrick Floersheim.

## Biographie fictive

### Saison 1
Grand frère de Daryl, c'est un violent et incontrôlable plouc sudiste. Présenté comme misogyne et raciste (et plus tard, également toxicomane), il est le propriétaire de la moto conduite en son absence par son frère depuis le campement d'Atlanta jusqu'à la prison.
Rick le rencontre pour la première fois à Atlanta avec le groupe de ravitaillement réfugié dans un magasin, alors que Merle entre en conflit avec T-Dog sur le toit. Rick est obligé dans l'altercation de le menotter à un tuyau. Mais T-Dog perd accidentellement la clé dans une canalisation, laissant Merle attaché tandis que l'immeuble se fait envahir par les rôdeurs. Seule précaution : la porte d'accès au toit a été cadenassée pour le préserver autant que possible d'être dévoré…
Par la suite, une équipe de rescousse revient à Atlanta sur ordre de son cadet. Mais une fois arrivée sur le toit, elle découvre que Merle a utilisé une scie pour se couper la main et se libérer des menottes. Il a visiblement perdu beaucoup de sang mais reste introuvable, Daryl restant persuadé de sa survie.

### Saison 2
Il fait une apparition sous forme d'hallucination de Daryl, qui est affaibli par une blessure durant une expédition en solitaire dans les bois où la petite Sophia Peletier est portée disparue : cette hallucination qui raille son cadet le provoque, et le pousse ainsi à se ressaisir.

### Saison 3
On retrouve Merle bien vivant, mais avec une lame à la place de la main. À la suite du crash de l'hélicoptère des soldats de la Garde Nationale, il repère Andrea et Michonne. Merle est haut placé au sein d'une communauté très organisée et dirigée par un homme charismatique qui se fait appeler le Gouverneur. À Woodbury, Andrea lui apprend tout ce qui s'est passé depuis que Rick a dû le menotter, notamment la fuite d'Atlanta, l'arrivée dans la ferme de Hershel mais aussi les nombreuses morts au sein du groupe dont celles de Jim, Dale, Jacqui, Sophia et Amy.
Merle et ses hommes se lancent à la poursuite de Michonne, tout juste après son départ de la ville fortifiée. Elle parvient à leur échapper après un âpre combat dans la forêt qui la laisse blessée à une jambe. De retour à Woodbury, Merle ment au Gouverneur en disant qu'il a réussi à tuer la guerrière au sabre.
Glenn et Maggie, partis en ville chercher de la nourriture, ont la malchance de croiser la route de Merle. Celui-ci les oblige à le suivre à Woodbury, où Merle torture Glenn afin qu'il lui indique où trouver son frère et le reste du groupe.
Rick, Daryl, Oscar et Michonne arrivent aux portes de Woodbury, où le Gouverneur, sentant que quelque chose se trame, met Merle au pied du mur et l'oblige à choisir son camp : son frère ou la communauté. Merle, à demi-mot, choisit la seconde option.
Dans l'épisode Une vie de souffrance, le groupe de Rick parvient à infiltrer Woodbury discrètement à la recherche de leurs amis retenus prisonniers. Ils finissent par tomber sur eux alors qu'ils sont sur le point d'être exécutés par les hommes du Gouverneur. Une fusillade éclate, lors de laquelle Oscar est abattu, mais Rick et Daryl parviennent à s'enfuir en compagnie de Glenn et Maggie. Glenn révèle à Daryl que son frère aîné est à Woodbury. Le Gouverneur est alors grièvement blessé à l’œil par Michonne qui a également achevé Penny, sa fille rôdeur.
Daryl est capturé par les hommes du Gouverneur. Il retrouve alors son frère, également fait prisonnier en tant que traître (il était censé avoir tué Michonne) : les habitants réclament leur mort et les deux frères se regardent dans les yeux au centre de l'arène avant leur combat mortel non désiré par les Dixon, bien que Merle y encourage son cadet pour donner le change. Ils sont finalement sauvés par Rick et le groupe.
Dans l'épisode 9, le groupe ne voulant accueillir Merle au sein de la prison, Daryl décide de rester avec lui sur les routes. Après une dispute entre les deux frères, on apprend que leur père les battait tous les deux bien que Merle ignorait que ce fut le cas pour Daryl. Il avait en effet déjà quitté la maison familiale, ce que lui reproche Daryl. Finalement, Daryl se ravise et rentre à la prison suivi par Merle. Les frères commencent finalement à résider à la prison, où Daryl aide Merle à s'adapter, bien qu'ils soient en désaccord sur certains points.
Dans l'épisode 15, Rick a finalement pris la lourde décision de livrer Michonne au Gouverneur et ainsi voir le conflit prendre fin. Rick en parle à Merle, surtout en raison de son aptitude à effectuer le « sale boulot ». L'aîné des Dixon accepte d'y prendre part, d'autant qu'il se sent de plus en plus torturé par son âme, déchiré entre son côté lumineux et sa face obscure. Le shérif change alors d'avis et refuse en fin de compte de sacrifier la femme au sabre. Mais Merle a déjà pris l'initiative de la piéger dans les catacombes de la prison et la conduit vers le point de rendez-vous fatidique. En chemin, une bataille psychologique s'engage entre ces deux marginaux. Merle finit par craquer, décide de relâcher Michonne et de se rendre seul voir le Gouverneur. Lorsque Daryl se rend compte que son frère est parti sans les attendre lui et Rick, il se lance aussitôt à sa poursuite.
Lorsque Merle arrive à l'endroit où le Gouverneur attend Rick pour effectuer leur marché, il s'est au préalable arrangé, en faisant du vacarme avec sa voiture, pour être suivi par de très nombreux rôdeurs. Ceux-ci attaquent alors les hommes venus de Woodbury, pendant que Merle se charge en plus d'ouvrir le feu sur eux. Alors qu'il a le Gouverneur dans sa ligne de mire, son plan se retourne contre lui et un rôdeur l'agresse. En essayant de s'en débarrasser, il est attrapé. Après une violente bagarre avec l'homme dont il était encore le second il n'y a pas si longtemps (et qui lui arrache des doigts avec les dents dans l'accrochage), Merle est froidement abattu par celui-ci.
Daryl retrouve son frère réanimé en rôdeur. Il est alors forcé de l'achever, en proie à de violents pleurs et ne pouvant supporter plus longtemps de le voir ainsi. En effet, bien qu'ils aient souvent été en désaccord, les deux frères s'aimaient réellement.